# Шосад
Шосад (фр. Chaussade) насеље је и општина у централној Француској у региону Лимузен, у департману Крез која припада префектури Обисон.
По подацима из 2011. године у општини је живело 117 становника, а густина насељености је износила 16,27 становника/km². Општина се простире на површини од 7,19 km². Налази се на средњој надморској висини од 610 метара (максималној 663 m, а минималној 543 m).

## Демографија
| 1962. | 1968. | 1975. | 1982. | 1990. | 1999. | 2011. |
| ----- | ----- | ----- | ----- | ----- | ----- | ----- |
| 106   | 123   | 111   | 108   | 105   | 104   | 117   |

График промене броја становника у току последњих година